# Kabinett Mikulić
Das Kabinett Mikulić wurde am 16. Mai 1986 in der Sozialistischen Föderativen Republik Jugoslawien (SFRJ) von Branko Mikulić gebildet. Das Kabinett Mikulić löste das Kabinett Planinc ab und blieb bis zum 16. März 1989 im Amt, woraufhin es vom Kabinett Marković abgelöst wurde. Die Minister waren Mitglieder des Bundes der Kommunisten Jugoslawiens (BdKJ).
Dem Kabinett gehörten als Minister Bundessekretäre beziehungsweise Vorsitzende von Bundesausschüssen an:
| Ministeramt                                                  | Amtsinhaber                        | Beginn der Amtszeit            | Ende der Amtszeit             |
| ------------------------------------------------------------ | ---------------------------------- | ------------------------------ | ----------------------------- |
| Präsident des Bundesexekutivrates                            | Branko Mikulić                     | 16. Mai 1986                   | 16. März 1989                 |
| Vizepräsident des Bundesexekutivrates                        | Janez Zemljarič                    | 16. Mai 1986                   | 16. März 1989                 |
| Vizepräsident des Bundesexekutivrates                        | Miloš Milosavljević                | 16. Mai 1986                   | 16. März 1989                 |
| Mitglied des Bundesexekutivrates                             | Dragi Danev Stevo Mirjanić         | 16. Mai 1986 28. Juli 1988     | 28. Juli 1988 16. März 1989   |
| Mitglied des Bundesexekutivrates                             | Franciska Herga                    | 16. Mai 1986                   | 16. März 1989                 |
| Mitglied des Bundesexekutivrates                             | Oskar Kovač                        | 16. Mai 1986                   | 12. Dezember 1988             |
| Mitglied des Bundesexekutivrates                             | Radoje Kontić                      | 16. Mai 1986                   | 16. März 1989                 |
| Mitglied des Bundesexekutivrates                             | Radovan Makić Dževad Mujezinović   | 16. Mai 1986 28. Juli 1988     | 28. Juli 1988 16. März 1989   |
| Mitglied des Bundesexekutivrates                             | Nevenka Neralić–Milivojević        | 16. Mai 1986                   | 16. März 1989                 |
| Mitglied des Bundesexekutivrates                             | Mustafa Muhamet                    | 16. Mai 1986                   | 16. März 1989                 |
| Mitglied des Bundesexekutivrates                             | Egon Padovan                       | 16. Mai 1986                   | 16. März 1989                 |
| Mitglied des Bundesexekutivrates                             | Mito Pejovski Jovo Panajotović     | 16. Mai 1986 28. Juli 1988     | 28. Juli 1988 16. März 1989   |
| Mitglied des Bundesexekutivrates                             | Tibor Salma                        | 16. Mai 1986                   | 16. März 1989                 |
| Mitglied des Bundesexekutivrates                             | Ibrahim Tabaković Boris Rikalovski | 16. Mai 1986 28. Juli 1988     | 28. Juli 1988 16. März 1989   |
| Mitglied des Bundesexekutivrates                             | Momčilo Vučinić                    | 16. Mai 1986                   | 16. März 1989                 |
| Auswärtige Angelegenheiten                                   | Raif Dizdarević Budimir Lončar     | 16. Mai 1986 29. Dezember 1987 | 4. Februar 1988 16. März 1989 |
| Nationale Verteidigung                                       | Branko Mamula Veljko Kadijević     | 16. Mai 1986 15. Mai 1988      | 15. Mai 1988 16. März 1989    |
| Innere Angelegenheiten                                       | Dobroslav Ćulafić                  | 16. Mai 1986                   | 16. März 1989                 |
| Finanzen                                                     | Svetozar Rikanović                 | 16. Mai 1986                   | 16. März 1989                 |
| Außenhandel                                                  | Nenad Krekić                       | 16. Mai 1986                   | 16. März 1989                 |
| Märkte und Preise                                            | Aleksandar Donev                   | 16. Mai 1986                   | 15. Mai 1988                  |
| Wirtschaft                                                   | Radoslav Bohinc                    | 28. Juli 1988                  | 16. März 1989                 |
| Information                                                  | Svetozar Durutović                 | 16. Mai 1986                   | 16. März 1989                 |
| Justiz und Allgemeine Verwaltungsangelegenheiten             | Petar Vajović                      | 16. Mai 1986                   | 16. März 1989                 |
| Bundesausschuss für Wissenschaft und technische Entwicklung  | Božidar Matić                      | 16. Mai 1986                   | 16. März 1989                 |
| Bundesausschuss für Energie und Industrie                    | Andrej Ocvirk                      | 16. Mai 1986                   | 15. Mai 1988                  |
| Bundesausschuss für Landwirtschaft                           | Sava Vujkov                        | 16. Mai 1986                   | 16. März 1989                 |
| Bundesausschuss für Tourismus                                | Miodrag Mirović Feri Horvat        | 16. Mai 1986 28. Juli 1988     | 28. Juli 1988 16. März 1989   |
| Bundesausschuss für Transport und Kommunikation              | Mustafa Pljakić Dragi Danev        | 16. Mai 1986 12. November 1987 | 28. Juli 1988 16. März 1989   |
| Bundesausschuss für Arbeit, Gesundheit und sozialer Schutz   | Janko Obocki                       | 16. Mai 1986                   | 16. März 1989                 |
| Bundesausschuss für Gesetzgebung                             | Lojze Ude                          | 16. Mai 1986                   | 15. Mai 1988                  |
| Bundesausschuss für Veteranen und Menschen mit Behinderungen | Ilija Vakić Milan Šešlija          | 16. Mai 1986 15. Mai 1988      | 15. Mai 1988 16. März 1989    |